# Can Pinell de Pagès
Can Pinell de Pagès, o Can Carbonell de Pinells, és una masia de Santa Maria de Palautordera  a la comarca del Vallès Oriental. És inclosa a l'Inventari del Patrimoni Arquitectònic de Catalunya.

## Descripció
És una masia de planta rectangular. Consta de planta baixa, pis i golfes. La coberta és a dos vessants. La façana és molt senzilla i ha sofert transformacions. Hi ha encara restes de la fisonomia anterior, encara que molt amagada per una capa de morter amb que es va arrebossar la façana.
Hi ha alguns finestrals amb arcs conopials.

## Història
No se'n coneix la data de lconstrucció, però té característiques arquitectòniques i arcs conopials que al situen probablement al segle xvi o xvii. Té construccions al costat que li serveixen per a quadres pels animals.